# Sorex saussurei
La musaraña de Saussure (Sorex saussurei) es una especie de soricomorfo que pertenece a la familia de las musarañas (Soricidae). Es nativa de México y Guatemala.

## Distribución
Su área de distribución incluye Jalisco, Colima, Michoacán, México D.F. y el occidente de Guatemala. Su rango altitudinal oscila entre 2100 y 3650 m s. n. m.